# Dahlgrenius aemulator
Dahlgrenius aemulator är en skalbaggsart som beskrevs av Yves Gomy och Vienna 1997. Dahlgrenius aemulator ingår i släktet Dahlgrenius och familjen stumpbaggar. Inga underarter finns listade i Catalogue of Life.